# روي مكدونالد
روي مكدونالد هو شاعر كندي، ولد في 4 يونيو 1937، وتوفي في 20 فبراير 2018.